# Observatorio de Simeíz
El Observatorio de Simeíz (en ruso: Симеи́зская обсерватория; en ucraniano: Сімеїзька обсерваторія) era un observatorio de investigación astronómico hasta mediados de la década de 1950. Está situado en el monte Koshka, Crimea, en la ciudad de Simeíz. Parte del Observatorio Astrofísico de Crimea, se utiliza actualmente para los estudios basados en láser de las órbitas de los satélites. El observatorio fue organizado por un astrónomo aficionado y más tarde miembro de Honor de la Academia de Ciencias, Nikolái S. Maltsov. En 1900 construyó una torre para refractor en su parcela de terreno cerca de Simeíz. En 1906 se colocó una torre con cúpula de Zeiss. Ambas torres se conservan y están siendo utilizadas hoy en día. En 1908 Maltsov entregó su observatorio al de Púlkovo como un regalo. En 1912, el primer departamento de astrofísica del Observatorio de Púlkovo se inauguró oficialmente en el sur de Imperio ruso.
|                     |
| Simeis VLBI Station |

|                                                                 |
| Radiotelescopio de 22 m para ondas centimétricas y milimétricas |